# ヴァルハウゼン (ヴュルテンベルク)
ヴァルハウゼン (ドイツ語: Wallhausen) は、ドイツ連邦共和国バーデン＝ヴュルテンベルク州シュヴェービッシュ・ハル郡に属す町村（以下、本項では便宜上「町」と記述する）。

## 地理

### 位置
ヴァルハウゼンは、クライルスハイムの北約11kmのホーエンローエ平野周縁部に位置する。

### 隣接する自治体
ヴァルハウゼンに隣接する市町村は南から時計回りに、ザッテルドルフ、キルヒベルク・アン・デア・ヤクスト、ロート・アム・ゼー（以上、シュヴェービッシュ・ハル郡）、シュネルドルフ（バイエルン州アンスバッハ郡）。

## 歴史
ヴァルハウゼン全域が現在の体制となったのは、1974年7月1日である。この時に、それまで独立した自治体であったヘングストフェルトとミヒェルバッハ・アン・デア・リュッケがヴァルハウゼンに合併し、新しい町となった。この町は、シャインバッハ、リムバッハ、アスバッハ、ロスビュルク、シェーンブロンの各地区からなる。

## 見所

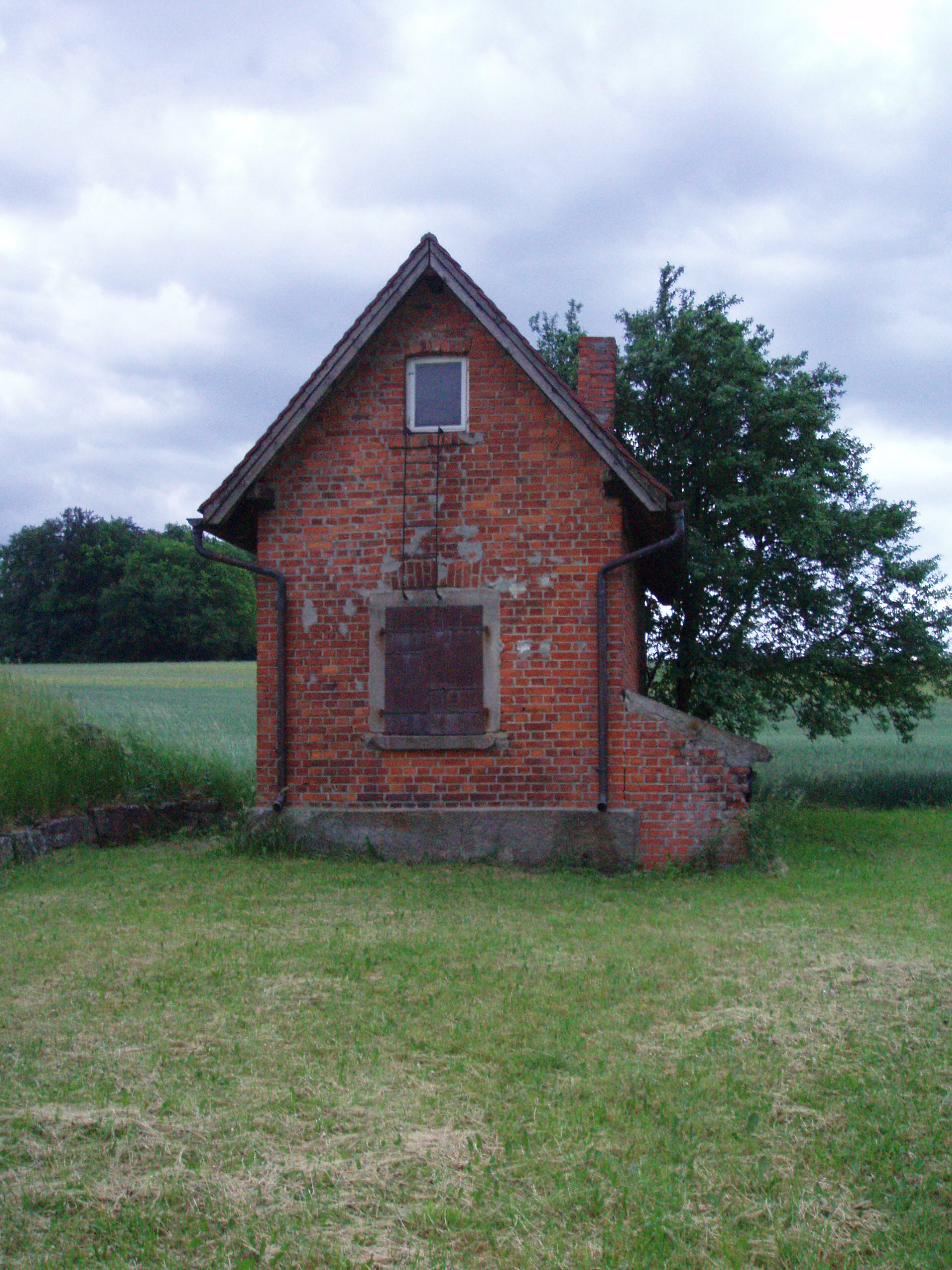
ポンプステーション

- ヴァイデンバッハ川の消失: ヴァルハウゼンから北西に1kmの場所で、奇妙な自然現象が見られる。割れ目が多く多孔質の石灰地層にヴァイデンバッハ川が消えて行くのである。しみ込んだ水の大部分は、地中を約18km流れ、ズルツドルフ＝ノインブロン（シュヴェービッシュ・ハル市内）付近でビューラー川に流れ込んでいる。
- 歴史的なポンプステーション: シャインバッハ地区に1912年に造られたポンプステーションがある。これはヴュルテンベルク内で最も古いポンプステーションの一つである。
- 水道塔兼展望塔: 1974年に建設され、2001年に改修された。高さ33mで、海抜507mの高さとなる。この水をおよそ400人の人が利用している。塔は建造当時の趣味で彩色されている。
- 歴史的な町並み: ヘングストフェルト地区には歴史的な町並みが保存されている。旧ラートハウス（市庁舎）に、予約すれば宿泊することも可能である。

### レクリエーション
- ヘングストフェルト屋外プール: 小規模なファミリープール
- ヴァルハウゼン天然プール（2006年6月から）

## 経済と社会資本

### 交通
ヴァルハウゼンは、アウトバーンA6号ハイルブロン - ニュルンベルク線から3km、A7号ヴュルツブルク - ケンプテン (アルゴイ)線から10kmの交通の便の良い場所に位置している。ミヒェルバッハ・アン・デア・リュッケ地区のミヒェルバッハの谷は、コッハー＝ヤクスト自転車道とタウバータール自転車道という2つのサイクリングロードの間を越える最も低いポイントである。

## 人物

### 出身者
- アドルフ・ヤンドルフ（1870年 - 1932年）ヴェステン・デパート (Kaufhaus des Westens) の創業者
- ユリウス・ヴェンゲルト（1871年 - 1925年）教育者、作曲家、王室宮廷楽長

## 引用
1. ↑  Statistisches Landesamt Baden-Württemberg – Bevölkerung nach Nationalität und Geschlecht am 31. Dezember 2023 (CSV-Datei)